# Problem (revija)
Problem? je slovenska ugankarska revija, ki je v letu 2006 izhajala v revijalni obliki, od leta 2007 dalje pa izhaja kot internetna revija.

## Zgodovina izhajanja
Prva številka slovenske ugankarske revije je izšla 30. marca 2006 na 40 straneh A4 formata, deloma v barvnem tisku. Izdajatelj revije je bila Založba Sfinga, Vladimir Milovanović s.p. iz Ljubljane, odgovorni urednik Branko Milovanović. Revija je izhajala kot mesečnik do septembra 2006, skupaj 6 številk. Od četrte številke dalje je revija izhajala na 36 straneh.
Od septembra 2007 dalje revija izhaja v internetni obliki, na ugankarskem blogu Branka Milovanovića, ki jo tudi ureja. V internetni obliki izhaja na 12 straneh, v formatu A5 z možnostjo, da si jo reševalci natisnejo za reševanje.
Revija je do oktobra 2009 izhajala kot mesečnik in nato do maja 2013 kot dvomesečnik, ko je spet začela izhajati kot mesečnik. Tako je do marca 2014 izšlo skupaj 63 številk.

## Avtorji in vrsta ugank
V prvih šestih številkah revije so svoje uganke objavljali Branko Milovanović (tudi pod psevdonimi Rok Ban, Ivan Lomović in Vid Miša), Vladimir Milovanović in Georg Gider.
V internetni izdaji Problema s svojimi ugankami sodeluje večje število avtorjev. Poleg Branka in Vladimirja Milovanovića še Cveto Erman, Bojan Smole, Edi Klasinc, Jože Pauman, Jože Kelher, Janez Kumše, Štefan Hajdinjak in Štefan Markovič. V reviji objavlja tudi hrvaški ugankar Boris Nazansky. Občasno so v Problemu objavljeni tudi prispevki krožka Čudoviti svet ugank na Univerzi za tretje življenjsko obdobje v Ljubljani.
V reviji so prisotne vse vrste ugank znane iz slovenskega ugankarstva, predvsem razne vrste križank, skandinavke, osmerosmerke, magični liki ter razne oblike drobnih ugank in  logičnih ugank. V vsaki številki časopisne izdaje je bila tudi priloga za mlade in male reševalce.

## Sorodne revije
V časopisni obliki je leta 2006 izšla tudi revija Seksi križanke izdajatelja Sfinga, Vladimir Milovanović s.p. in urednika Branka Milovanovića. V internetni obliki pa je v obdobju med letom 2008 in majem 2013 je kot posebna izdaja Problema izšlo 50 številk revije Skandi križanke na 12 straneh A4 formata zgolj s skandinavkami. Prvih sedem številk revije je uredil Branko Milovanović, preostale številke je uredil Štefan Markovič. Skandi križanke so izhajale na istem blogu kot izhaja revija Problem in z istimi avtorji.
Branko Milovanović urednikuje tudi internetno revijo Upitnik, ki izhaja v jezikovnih različicah, ki se uporabljajo v Bosni in Heregovini. Revija  izhaja kot tromesečnik v enaki obliki, formatu in na istem blogu kot Problem.